# 吴静一
吴静一（1985年3月4日—），哈尔滨人，中国女演员。代表作品：电视剧《明珠游龙》、《穿越时空》，话剧 《暗恋桃花源》，电影《五星上将》。